# Râul Boulețul Mic
Râul Boulețul Mic este un curs de apă, unul din cele două brațe care formează Râul Bouleț.

## Hărți
- Parcul Vânători-Neamț